# Список хазарских городов
Настоящий список включает известные по письменным источникам названия хазарских городов. Из них только Саркел и, возможно, город в устье Волги (известный под разными именами) были основаны хазарами, остальные возникли в предшествующую эпоху.
Каждый топоним снабжён пояснением, включающим указание на его языковую принадлежность, предполагаемую этимологию, время упоминания и перечень основных синхронных источников, где он фигурирует. Название приводится в наиболее привычном русском варианте. Один и тот же город (или его часть) в разное время и в разных языках мог называться по-разному. Соотношение названий и их привязка к археологическим памятниками являются предметом дискуссий.
Перечни хазарских городов содержатся уже в современной хазарам арабо-персидской географической литературе. Старейший у Ибн Хордадбеха (середина IX века). Самый длинный список, насчитывающий 11 названий, имеется в анонимном сочинении Худуд аль-алам. Далеко не все названия поддаются расшифровке.
В ходе современных археологических исследований на территории Хазарии было обнаружено множество протогородских центров. Однако среди городов письменных источников общепризнанную локализацию имеют Саркел (Левобережное Цимлянское городище) и Самкерц (Таманское городище).
| Название                                          | Язык       | Этимология                             | Время существования | Источники |
| ------------------------------------------------- | ---------- | -------------------------------------- | ------------------- | --- |
| Ал-Байда                                          | арабский   | «белая крепость»                       | VIII век            | ал-Куфи, Ибн Хордадбех, Ибн ал-Факих |
| Беленджер                                         | персидский | «длинная расселина»                    | VI — IX века        | ат-Табари, ал-Белазури, Ибн Хордадбех, Ибн ал-Факих, ал-Мас'уди |
| Варачан                                           | армянский  | ?                                      | VII век             | Мовсес Каганкатваци, Армянская География |
| Итиль                                             | тюркский   | «Река», по названию реки Итиль (Волги) | X век               | Арабские географы классической школы: ал-Истахри, Ибн Хаукаль, ал-Мукаддаси; Ибн Фадлан, ал-Мас'уди, Письмо Иосифа (без названия), Список епископий Доросской митрополии |
| Самкерц (визант. Таматарха, др.-рус. Тмутаракань) | тюркский   | ? (Таматарха — «город таркана Тамана») | IX — X века         | Ибн ал-Факих, Письмо Иосифа, Письмо Шехтера |
| Саркел (др.-рус. Белая Вежа)                      | тюркский   | «белый дом»                            | 834/837 — 965       | Константин Багрянородный, Письмо Иосифа, Повесть временных лет, «Хождение Пимена в Царьград»                                                                             |
| Сарышин                                           | тюркский   | «белый... (остров, город?)»            | IX век              | Ибн Русте |
| Семендер                                          | персидский | «белый город» или «крайняя дверь»      | VI — X века         | ал-Белазури, ал-Куфи, Ибн Хордадбех, ал-Истахри, Ибн Хаукаль, ал-Мас'уди, Письмо Иосифа                                                                                  |
| Хазаран                                           | персидский | «город хазар»                          | X век               | Арабские географы классической школы, Письмо Шехтера |
| Хамлидж                                           | тюркский   | «ханский город»                        | IX век              | Ибн Хордадбех, Ибн Русте |